# Griffithite
La griffithite è una varietà di saponite.